# November Rain - Makin’ F@*!ing Videos Part II
November Rain - Makin’ F@*!ing Videos Part II é um álbum de vídeo da banda norte-americana de hard rock Guns N' Roses. Lançado em 21 de junho de 1993, esse vídeo traz o making of do videoclipe de November Rain, sendo a segunda parte da trilogia. O documentário foi dirigido por Louis Marciano e produzido por Doug Goldstein juntamente com Warren Hewlett.

## Sinopse[3]
Em November Rain - Makin’ F@*!ing Videos Part II, se pode ter um olhar por trás dos bastidores no making of do videoclipe da canção "November Rain" do álbum Use Your Illusion I do Guns N' Roses, dando aos fãs uma visão intimista sobre a banda a partir do momente em que eles estavam perto do pico de sua popularidade. Inclui cenas de Slash e Axl, além do resto do grupo trabalhando arduamente no estúdio, bem como em alguns de seus momentos mais relaxados.

## Créditos[2]
Elenco (por ordem de créditos):
- W. Axl Rose...   ele mesmo
- Slash...   ele mesmo
- Duff McKagan...   ele mesmo
- Dizzy Reed...   ele mesmo
- Matt Sorum...   ele mesmo
- Gilby Clarke...   ele mesmo
- Andrew Morahan...   ele mesmo
- Stephanie Seymour...   noiva de Axl
- Riki Rachtman...   ele mesmo como convidado no casamento

Resto do elenco listado alfabeticamente:
- Paul Cosimano...   carregador de caixão
- Angela Torrez Parker...   ela mesmo como convidada no casamento
- Ericka Bryce...   dama de honra (não creditada)
- Peter J. Chevalier...   ele mesmo como convidado no casamento (não creditado)

Equipe técnica
- Andy Morahan - direção do clipe
- Louis Marciano - direção do documentário
- Doug Goldstein - produção executiva
- Warren Hewlett - produção
- August Jakobsson - cinematografia
- Louis Marciano - edição
- Mark Sherrit - som
- John A. Willingham - técnico de microfone
- Dave Bundtzen - assistente de câmera
- Boyd Lacosse - efeitos especiais

Música original por: Axl Rose, Slash, Steven Adler, Izzy Stradlin